# Raymond Burr
Raymond William Stacy Burr (New Westminster, 21 maggio 1917 – Sonoma, 12 settembre 1993) è stato un attore canadese naturalizzato statunitense noto per le sue interpretazioni di Perry Mason e di Ironside.

## Biografia
Attore molto apprezzato con un carnet di tutto rispetto (settanta film, partecipazioni a spettacoli televisivi, più di 5 000 programmi radiofonici e oltre duecento commedie teatrali), Burr nacque a New Westminster (British Columbia, Canada). Non è dato sapere quando prese la cittadinanza americana. Morì a Sonoma, in California, ma le sue spoglie riposano al Fraser Cemetery, nella sua città natale, dove è stato inaugurato in suo nome nel 2000 un piccolo teatro, il Raymond Burr Performing Arts Centre, che si prefigge di incentivare l'arte della recitazione. Una stella ricorda l'attore sulla Walk of fame al numero 6656 dell'Hollywood Boulevard.
Raymond Burr è sempre stato identificato con il suo ruolo più famoso, Perry Mason, avvocato inflessibile e infallibile ma umano e protagonista dei romanzi di Erle Stanley Gardner. Il personaggio ha avuto sempre le stesse sembianze, quelle di Burr, così come i comprimari della stessa fortunata serie televisiva degli anni cinquanta-sessanta, Barbara Hale (Della Street), William Hopper (Paul Drake) e William Talman (Hamilton Burger) debbono la loro notorietà alla serie, prodotta per nove anni dal 1957 al 1966. Dal 1985 fino al 1993, anno della morte dell'attore, furono prodotti 26 film TV che riprendono gli stessi personaggi e le stesse trame della serie originale.
Burr interpretò inoltre per otto stagioni, dal 1967 al 1975, Robert Ironside, un investigatore paraplegico con molte caratteristiche in comune con Mason.
Caratterizzata in modo preponderante, dunque, dall'interpretazione del legale-detective californiano, la carriera di Burr registrò tuttavia altre punte di eccellenza. L'attore fu impiegato dall'industria hollywoodiana anche come caratterista (ma non solo) per ruoli non sempre positivi in pellicole di genere noir, quali per esempio quello dell'assassino dell'hitchcockiana La finestra sul cortile (1954); prima ancora aveva portato sullo schermo il gangster pronto alla vendetta di Morirai a mezzanotte (1947), un capolavoro degli esordi di Anthony Mann; la restante filmografia lo vide in ruoli di antagonista in pellicole che avevano in primo piano attori come Errol Flynn in Le avventure di Don Giovanni (1948) e La croce di diamanti (1952), Robert Mitchum in Il suo tipo di donna (1951), Montgomery Clift in Un posto al sole (1951) e Jerry Lewis in Il nipote picchiatello (1955).

## Vita privata
Dal 1948 al 1952 fu sposato con Isabella Ward, dalla quale divorziò per iniziare una relazione con l'attore Robert Benevides, che conobbe sul set di Perry Mason.

## Filmografia parziale

### Cinema
- California Express (Without Reservation), regia di Mervyn LeRoy (1946)
- San Quentin, regia di Gordon Douglas (1946)
- I predoni della montagna (Code of the West), regia di William Berke (1947)
- Morirai a mezzanotte (Desperate), regia di Anthony Mann (1947)
- Io non t'inganno, t'amo! (I Love Trouble), regia di S. Sylvan Simon (1948)
- Donne e veleni (Sleep, My Love), regia di Douglas Sirk (1948)
- Il dominatore di Wall Street (Ruthless), regia di Edgar G. Ulmer (1948)
- Domani saranno uomini (Fighting Father Dunne), regia di Ted Tetzlaff (1948)
- Schiavo della furia (Raw Deal), regia di Anthony Mann (1948)
- Tragedia a Santa Monica (Pitfall), regia di André De Toth (1948)
- La città della paura (Station West), regia di Sidney Lanfield (1948)
- La grande minaccia (Walk a Crooked Mile), regia di Gordon Douglas (1948)
- Le avventure di Don Giovanni (Adventures of Don Juan), regia di Vincent Sherman (1948)
- La maschera dei Borgia (Bride of Vengeance), regia di Mitchell Leisen (1949)
- Doppio gioco (Criss Cross), regia di Robert Siodmak (1949)
- Cagliostro (Black Magic), regia di Gregory Ratoff (1949)
- Luce rossa (Red Light), regia di Roy Del Ruth (1949)
- La tratta degli innocenti (Abandoned), regia di Joseph M. Newman (1949)
- Una notte sui tetti (Love Happy), regia di David Miller (1949)
- Unmasked, regia di George Blair (1950)
- La chiave della città (Key to the City), regia di George Sidney (1950)
- Guerra di sessi (Borderline), regia di William A. Seiter (1950)
- M, regia di Joseph Losey (1951)
- La roccia di fuoco (New Mexico), regia di Irving Reis (1951)
- Il lago in pericolo (The Whip Hand), regia di William Cameron Menzies (1951)
- Un posto al sole (A Place in the Sun), regia di George Stevens (1951)
- Bride of the Gorilla, regia di Curt Siodmak (1951)
- Il falco di Bagdad (The Magic Carpet), regia di Lew Landers (1951)
- La città che scotta (FBI Girl), regia di William Berke (1951)
- Lasciami sognare (Meet Danny Wilson), regia di Joseph Pevney (1951)
- Il suo tipo di donna (His Kind of Woman), regia di John Farrow (1951)
- La croce di diamanti (Maru Maru), regia di Gordon Douglas (1952)
- Dan il terribile (Horizons West), regia di Budd Boetticher (1952)
- Il ritorno dei vendicatori (Bandits of Corsica), regia di Ray Nazarro (1953)
- Gardenia blu (The Blue Gardenia), regia di Fritz Lang (1953)
- Gli amori di Cleopatra (Serpent of the Nile), regia di William Castle (1953)
- Tarzan e i cacciatori d'avorio (Tarzan and the She-Devil), regia di Kurt Neumann (1953)
- Forte Algeri (Fort Algiers), regia di Lesley Selander (1953)
- La grande notte di Casanova (Casanova's Big Night), regia di Norman Z. McLeod (1954)
- Gorilla in fuga (Gorilla at Large), regia di Harmon Jones (1954)
- La finestra sul cortile (Rear Window), regia di Alfred Hitchcock (1954)
- Gli ussari del Bengala (Khyber Patrol), regia di Seymour Friedman (1954)
- Il passo dei Comanches (Thunder Pass), regia di Frank McDonald (1954)
- Il cavaliere implacabile (Passion), regia di Allan Dwan (1954)
- Donne da vendere (Mannequins für Rio), regia di Kurt Neumann (1954)
- Il nipote picchiatello (You're Never Too Young), regia di Norman Taurog (1955)
- Conta fino a 3 e prega! (Count Three and Pray), regia di George Sherman (1955)
- Gli ostaggi (A Man Alone), regia di Ray Milland (1955)
- Mi dovrai uccidere! (Please Murder Me), regia di Peter Godfrey (1956)
- Godzilla, King of the Monsters!, regia di Ishirō Honda (1956)
- L'alba del gran giorno (Great Day in the Morning), regia di Jacques Tourneur (1956)
- Secret of Treasure Mountain, regia di Seymour Friedman (1956)
- Ore di angoscia (A Cry in the Night), regia di Frank Tuttle (1956)
- Sfida al tramonto (The Brass Legend), regia di Gerd Oswald (1956)
- Delitto senza scampo (Crime of Passion), regia di Gerd Oswald (1957)
- Intrigo all'Avana (Affair in Havana), regia di Laszlo Benedek (1957)
- Desiderio nella polvere (Desire in the Dust), regia di William F. Claxton (1960)
- Facce per l'inferno (P.J.), regia di John Guillermin (1968)
- Godzilla il re dei mostri (Godzilla), regia di Luigi Cozzi, Ishirō Honda (1977)
- L'assassino della domenica (Tomorrow Never Comes), regia di Peter Collinson (1978)
- Snack bar blues (Out of the Blue), regia di Dennis Hopper (1980)
- Incontri stellari (The Return), regia di Greydon Clark (1980)
- L'aereo più pazzo del mondo... sempre più pazzo (Airplane II: The Sequel), regia di Ken Finkleman (1982)
- Godzilla 1985, regia di Koji Hashimoto (1985)
- Fuori di testa (Delirious), regia di Tom Mankiewicz (1991)

### Televisione
- Lux Video Theatre – serie TV, episodio 4x19 (1954)
- The 20th Century-Fox Hour – serie TV, episodio 1x03 (1955)
- The Star and the Story – serie TV, episodio 2x13 (1956)
- Climax! – serie TV, episodi 2x22-2x31-3x09 (1956)
- Celebrity Playhouse – serie TV, episodio 1x31 (1956)
- Perry Mason – serie TV, 271 episodi (1957-1966)
- Ironside – serie TV, 195 episodi (1967-1975)
- Kingston - Dossier paura  (Kingston: Confidential) – serie TV, 14 episodi (1976-1977)
- Pietro e Paolo (Peter and Paul), regia di Robert Day – miniserie TV (1981)
- Il ritorno di Perry Mason (Perry Mason Returns), regia di Ron Satlof – film TV (1985)
- Perry Mason e la novizia (Perry Mason: The Case of the Notorious Nun), regia di Ron Satlof – film TV (1986)
- Perry Mason: Assassinio in diretta (Perry Mason: The Case of the Shooting Star), regia di Ron Satlof – film TV (1986)
- Perry Mason: Per un antico amore (Perry Mason: The Case of the Lost Love), regia di Ron Satlof – film TV (1987)
- Perry Mason: Lo spirito del male (Perry Mason: The Case of the Sinister Spirit), regia di Richard Lang – film TV (1987)
- Perry Mason: La signora di mezzanotte (Perry Mason: The Case of the Murdered Madam), regia di Ron Satlof – film TV (1987)
- Perry Mason: Morte di un editore (Perry Mason: The Case of the Scandalous Scoundrel), regia di Christian I. Nyby II – film TV (1987)
- Perry Mason: Un fotogramma dal cielo (Perry Mason: The Case of the Avenging Ace), regia di Christian I. Nyby II – film TV (1988)
- Perry Mason: La donna del lago (Perry Mason: The Case of the Lady in the Lake), regia di Ron Satlof – film TV (1988)
- Perry Mason: Arringa finale (Perry Mason: The Case of the Lethal Lesson), regia di Christian I. Nyby II – film TV (1989)
- Perry Mason: Partitura mortale (Perry Mason: The Case of the Musical Murder), regia di Christian I. Nyby II – film TV (1989)
- Perry Mason: Campioni senza valore (Perry Mason: The Case of the All-Star Assassin), regia di Christian I. Nyby II – film TV (1989)
- Perry Mason: Furto d'autore (Perry Mason: The Case of the Poisoned Pen), regia di Christian I. Nyby II – film TV (1990)
- Perry Mason: Crimini di guerra (Perry Mason: The Case of the Desperate Deception), regia di Christian I. Nyby II – film TV (1990)
- Perry Mason: Morte a tempo di rock (Perry Mason: The Case of the Silenced Singer), regia di Ron Satlof – film TV (1990)
- Perry Mason: Una ragazza intraprendente (Perry Mason: The Case of the Defiant Daughter), regia di Christian I. Nyby II – film TV (1990)
- Perry Mason: Va in onda la morte (Perry Mason: The Case of the Ruthless Reporter), regia di Christian I. Nyby II – film TV (1991)
- Perry Mason: Omicidio sull'asfalto (Perry Mason: The Case of the Maligned Mobster), regia di Ron Satlof – film TV (1991)
- Perry Mason: La bara di vetro (Perry Mason: The Case of the Glass Coffin), regia di Christian I. Nyby II – film TV (1991)
- Perry Mason: Scandali di carta (Perry Mason: The Case of the Fatal Fashion), regia di Christian I. Nyby II – film TV (1991)
- Perry Mason: L'arte di morire (Perry Mason: The Case of the Fatal Framing), regia di Christian I. Nyby II – film TV (1992)
- Perry Mason: Morte di un dongiovanni (Perry Mason: The Case of the Reckless Romeo), regia di Christian I. Nyby II – film TV (1992)
- Perry Mason: Fiori d'arancio (Perry Mason: The Case of the Heartbroken Bride), regia di Christian I. Nyby II – film TV (1992)
- Perry Mason: Elisir di morte (Perry Mason: The Case of the Skin-Deep Scandal), regia di Ron Satlof – film TV (1993)
- Perry Mason: L'ospite d'onore (Perry Mason: The Case of the Telltale Talk Show Host), regia di Christian I. Nyby II – film TV (1993)
- Perry Mason: Il bacio che uccide (Perry Mason: The Case of the Killer Kiss), regia di Christian I. Nyby II – film TV (1993)
- Il ritorno di Ironside (The Return of Ironside), regia di Gary Nelson – film TV (1993)

## Doppiatori italiani
Nelle versioni in italiano delle opere in cui ha recitato, Raymond Burr è stato doppiato da:
- Bruno Alessandro in Perry Mason: Lo spirito del male, Perry Mason: La signora di mezzanotte, Perry Mason: Morte di un editore, Perry Mason: Un fotogramma dal cielo, Perry Mason: La donna del lago, Perry Mason: Arringa finale, Perry Mason: Partitura mortale, Perry Mason: Campioni senza valore, Perry Mason: Furto d'autore, Perry Mason: Crimini di guerra, Perry Mason: Morte a tempo di rock, Perry Mason: Una ragazza intraprendente, Perry Mason: Va in onda la morte, Perry Mason: Omicidio sull'asfalto, Perry Mason: La bara di vetro, Perry Mason: Scandali di carta, Perry Mason: L'arte di morire, Perry Mason: Morte di un dongiovanni, Perry Mason: Fiori d'arancio, Perry Mason: Elisir di morte, Perry Mason: L'ospite d'onore, Perry Mason: Il bacio che uccide
- Mario Colli in Perry Mason (serie televisiva), L'aereo più pazzo del mondo... sempre più pazzo, Il ritorno di Perry Mason, Perry Mason e la novizia, Perry Mason: Assassinio in diretta, Perry Mason: Per un antico amore
- Emilio Cigoli ne Il cavaliere implacabile, Gli ostaggi, Gorilla in fuga, La città che scotta, L'alba del gran giorno, Gardenia blu, Gli amori di Cleopatra, Godzilla
- Giorgio Capecchi ne La finestra sul cortile, Desiderio nella polvere, Conta fino a tre e prega, La croce di diamanti, Dan il terribile, La maschera dei Borgia, Delitto senza scampo
- Mario Pisu ne Il nipote picchiatello, Schiavo della furia, Ore di angoscia
- Renato Turi in Donne e veleni, Una notte sui tetti
- Sergio Rossi in Ironside (episodi Rai), Morirai a mezzanotte
- Gino Donato in Ironside (1ª voce episodi Mediaset), Senza domani
- Carlo Cataneo in Kingston - Dossier paura, Fuori di testa
- Bruno Persa ne Le avventure di Don Giovanni
- Luigi Pavese ne La città della paura
- Vittorio Sanipoli in Tragedia a Santa Monica
- Mario Besesti in Un posto al sole
- Carlo Romano ne La luce rossa
- Pino Locchi in Intrigo all'Avana
- Roberto Villa in Colorado
- Walter Maestosi ne L'assassino della domenica
- Paolo Bonacelli in Snack bar blues
- Raffaele Meloni in Ironside (2ª voce episodi Mediaset)
- Emilio Cappuccio ne Il ritorno di Ironside
- Silvano Tranquilli ne La grande notte di Casanova (ridoppiaggio)
- Renato Mori ne La finestra sul cortile (ridoppiaggio)
- Enzo Consoli ne Il suo tipo di donna (ridoppiaggio)
- Guido De Salvi in Perry Mason (1ª voce ridoppiaggio telefilm 1957)
- Gabriele Carrara in Perry Mason (2ª voce ridoppiaggio telefilm 1957)